# مذبحة كامبيناس
قبل منتصف الليل في الواحد والثلاثين من ديسمبر عام 2016، دخل رجل اسمه سيدني أروجو بيتًا كان يحتفل بالعام الجديد، وأطلق النار على الموجودين بمسدس من نوع والتر  نصف آلي عيار تسعة مللي. قتل المجرم 12 شخصًا وجرح ثلاثة. قتل زوجته وابنه ذا الثمانية أعوام وعشرة من الأقارب ثم قتل نفسه. التحقيق جارٍ على القضية لكن أغلب الظن أن الدافع هو غضبه بسبب انفصاله عن زوجته. وجدوا لاحقًا تسجيلًا للمجرم في سيارته، وفيه يعتذر على شيء سيحدث بدون ذكره.